# 明治記念館

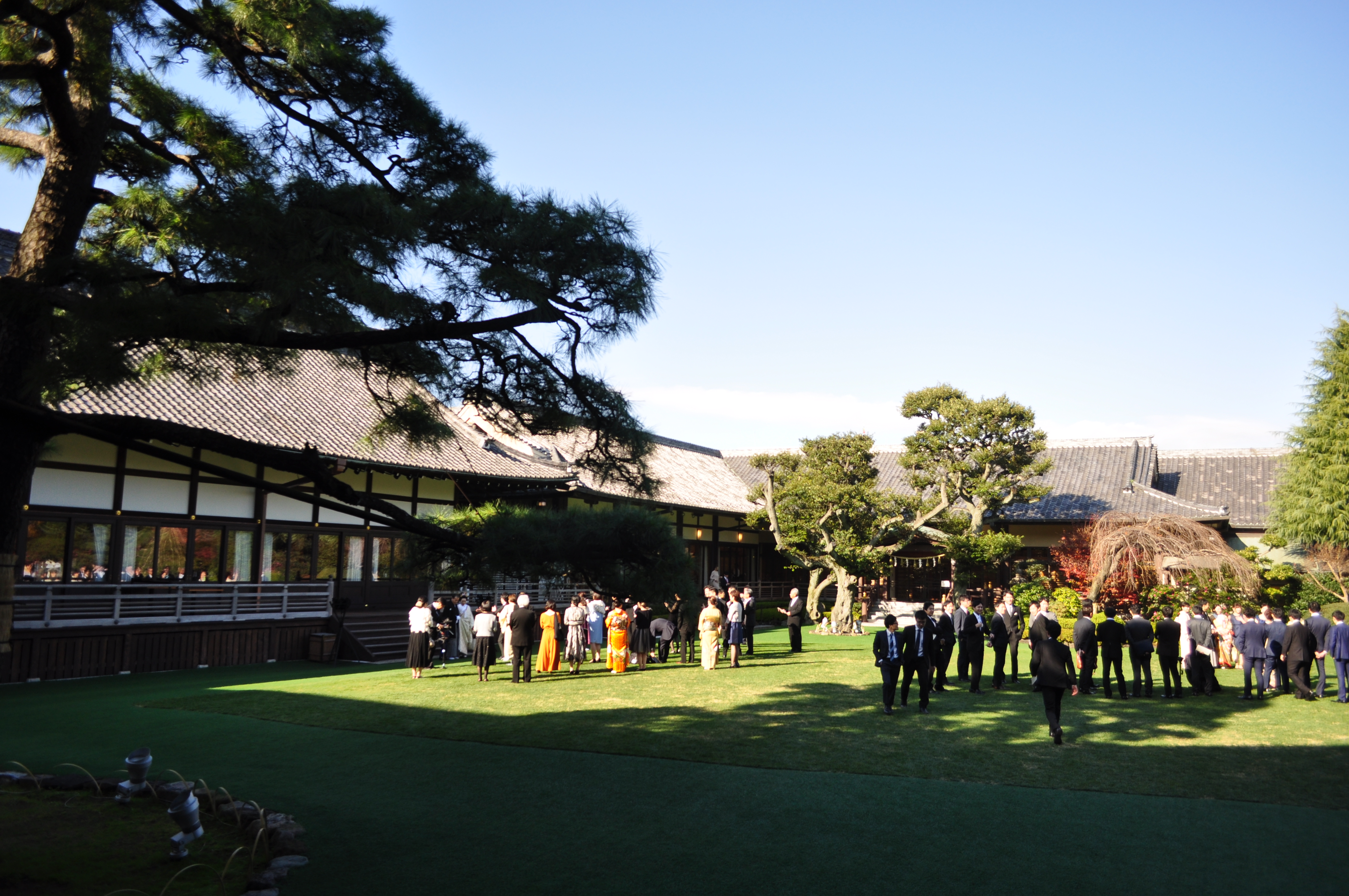
明治神宮会館庭園
（2017年12月2日撮影）

明治記念館（めいじきねんかん）は、東京都港区元赤坂二丁目に所在する総合集宴会施設。明治神宮による結婚式場として知られる。2020年には、本館の歴史的・建築的価値が認められ、東京都指定有形⽂化財（建造物）に指定される。2021年2月1日に諸施設改修に伴い休館し、同年6月16日にリニューアルオープンした。

## 概要
1947年（昭和22年）11月1日に、リコーの市村清の主導で、憲法記念館を「明治記念館」として開館。
建物のそもそものルーツは、明治初頭に建てられた赤坂仮御所の別殿で、ここで大日本帝国憲法・皇室典範の草案審議の御前会議が行われた（会場は現在「金鶏の間」として使われている）。
その後、この建物は、憲法制定の功績で明治天皇から伊藤博文に下賜されることになり、大井の伊藤邸内に移築される。
伊藤の死後、明治神宮外苑に再移築され、この時に「憲法記念館」となった。
現在は、結婚式の会場のほか、宴会場・会議施設として利用でき、レストラン等も併設する。
現在、明治神宮権宮司と兼務で、岐阜県高山市出身の江馬潤一郎が館長職を務める。

## 交通アクセス
最寄り駅は、JR中央本線 信濃町駅（緩行線を走る中央・総武線各駅停車のみが停車）。同線の列車内からも同館を望むことができる。東京メトロ・都営の青山一丁目駅と都営の国立競技場駅も最寄り駅である。

## 同館各所の様子

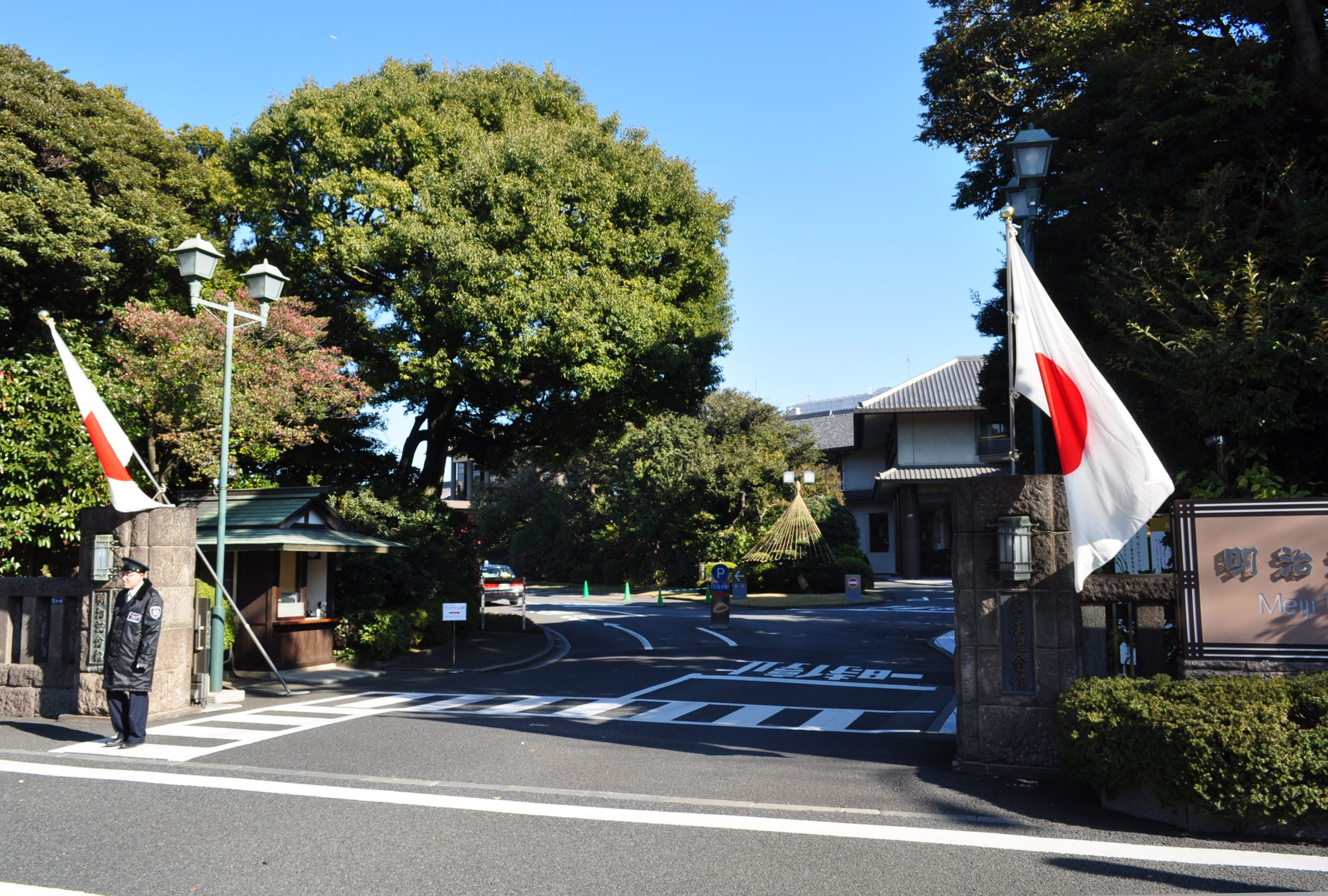
祝日（撮影当時天皇誕生日）の同館正門（2017年12月23日撮影）
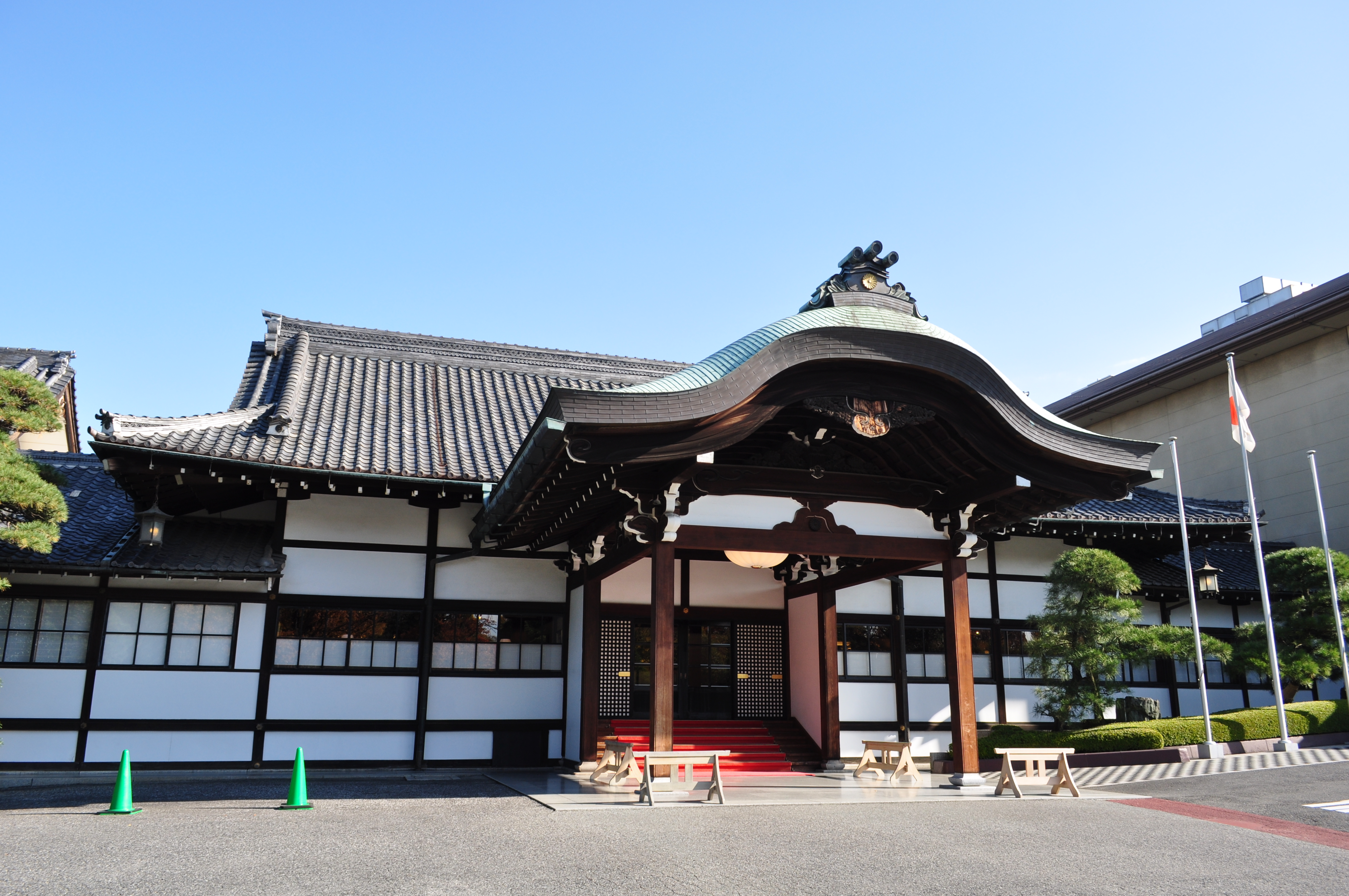
本館外観（2017年12月2日撮影）
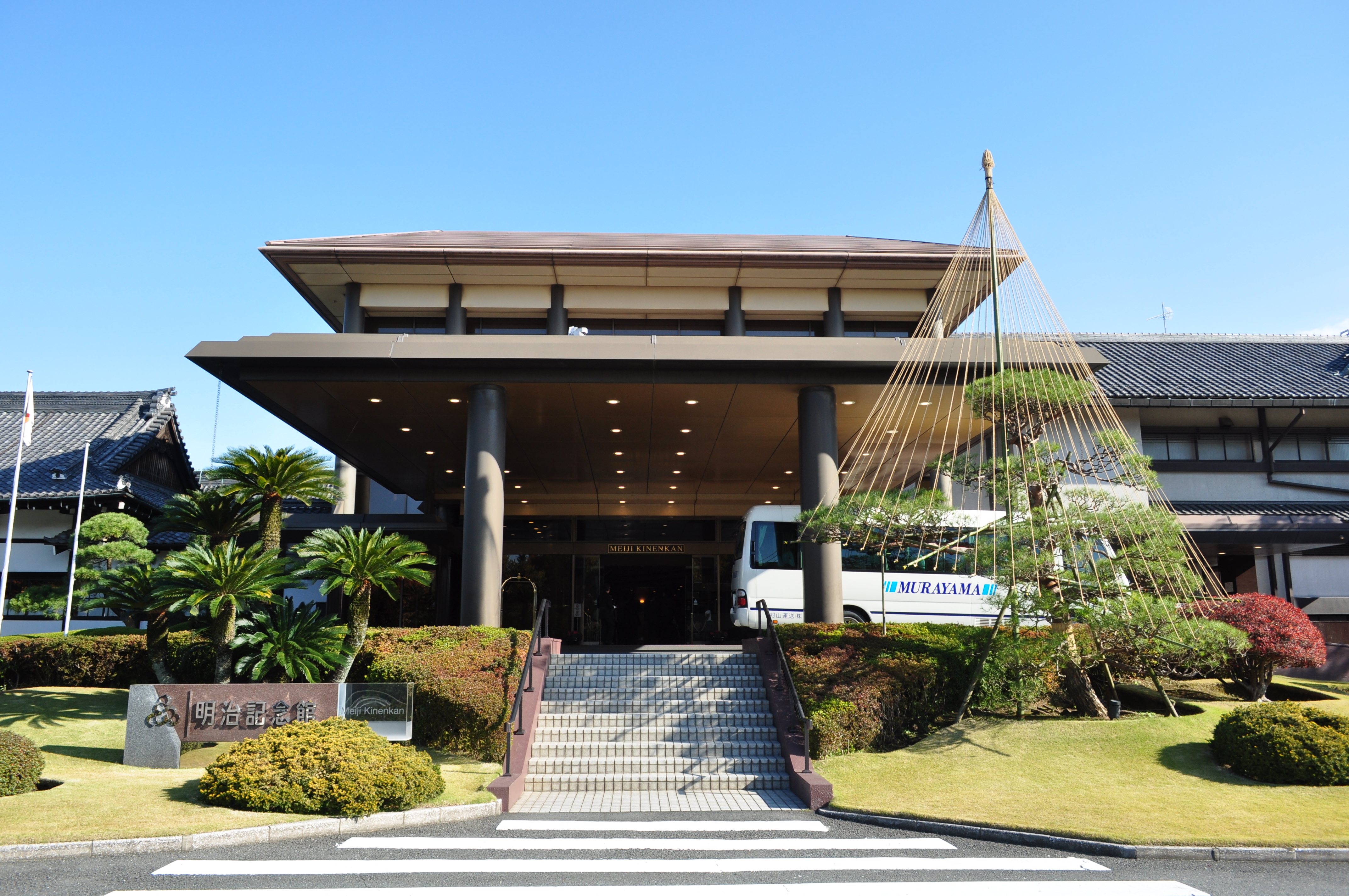
新館入口車寄せ（2017年12月2日撮影）
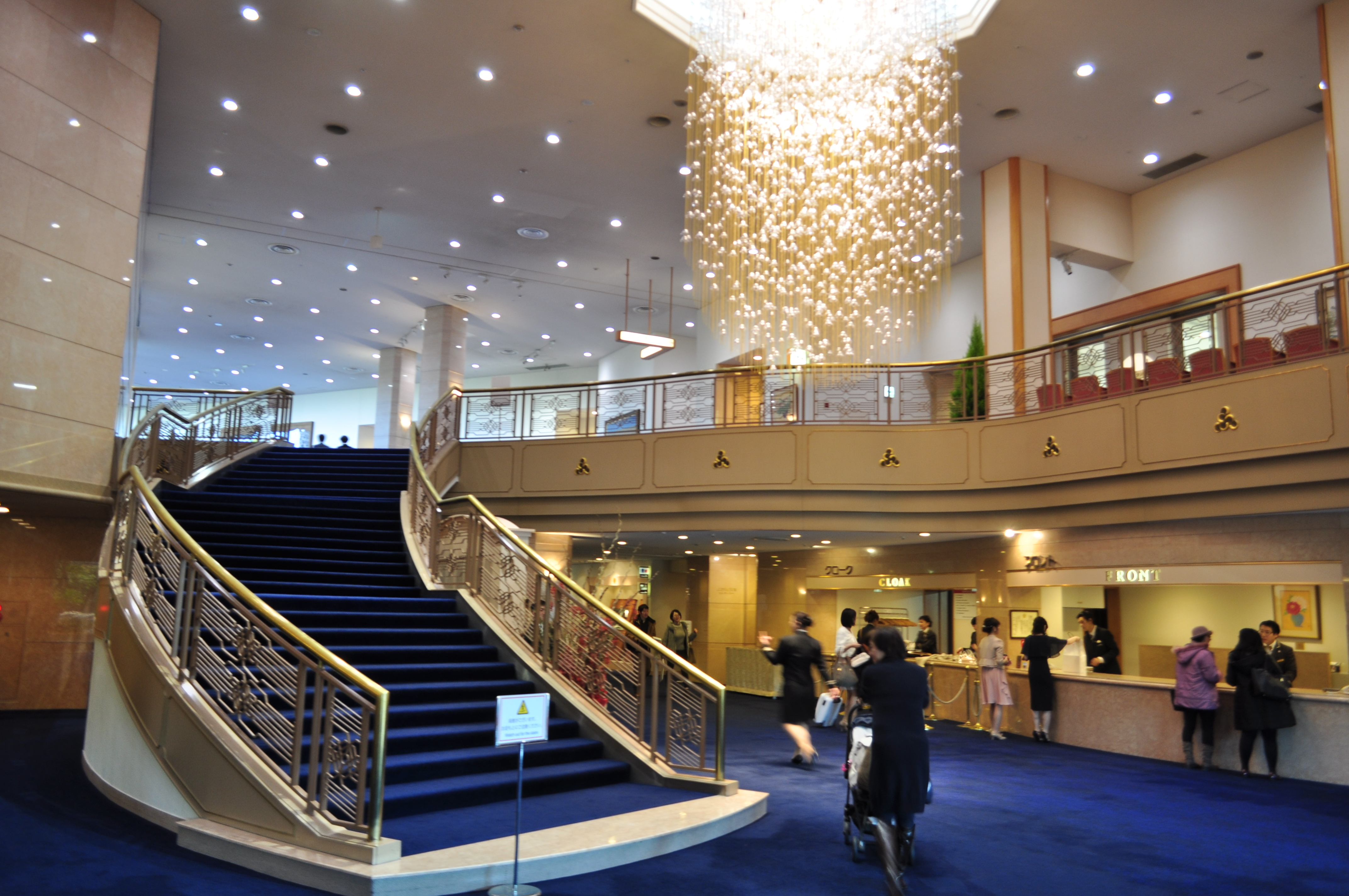
新館1階エントランスホール（2017年12月2日撮影）
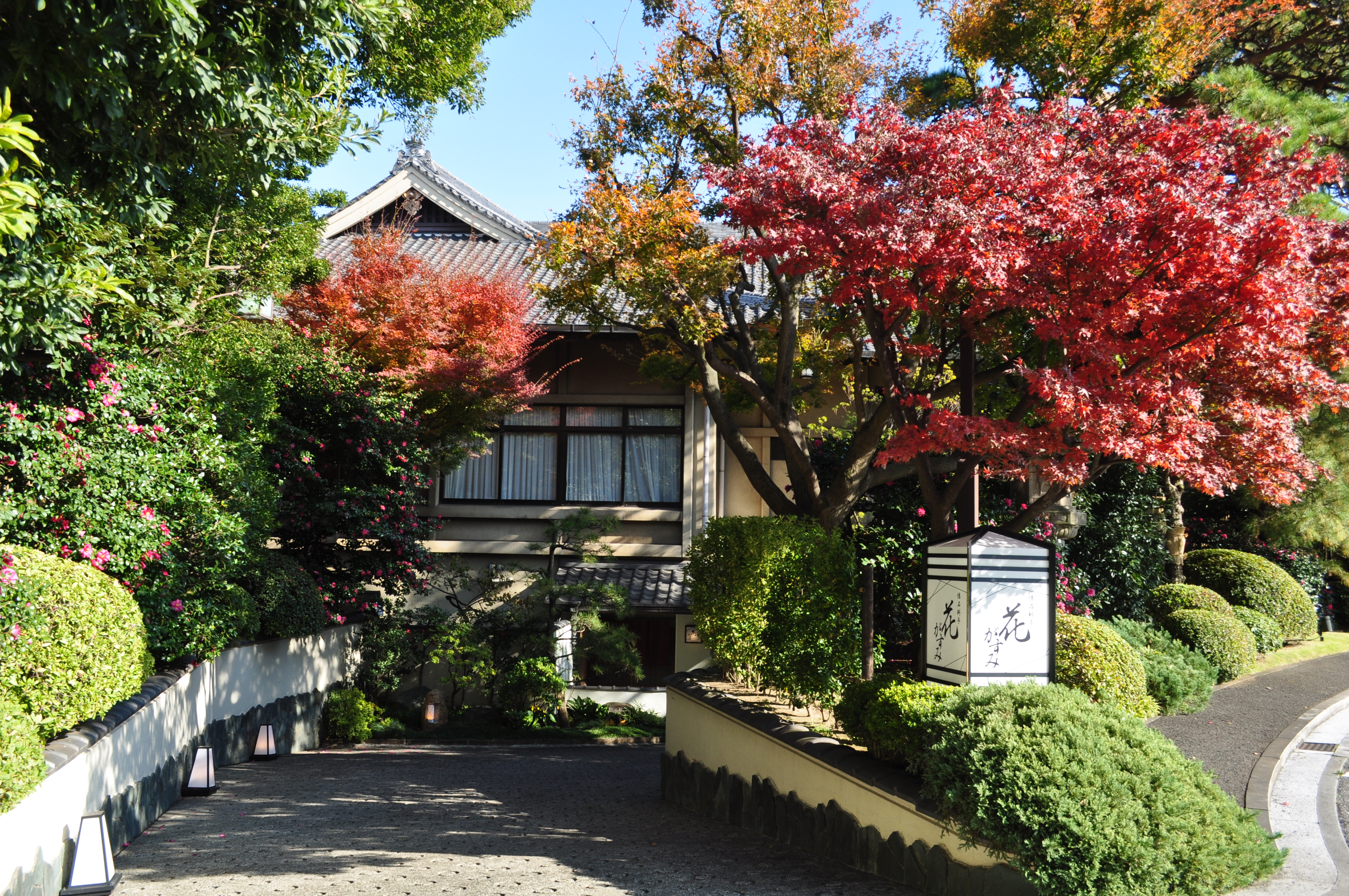
新館地下1階懐石料亭「花がすみ」（2017年12月2日撮影）